# 陈宝仓
陈宝仓（1900年4月15日—1950年6月10日），字自箴，今河北省遵化市石门镇大辛庄人。中华民国中将，中国国民党革命委员会成员，因吴石、朱谌之间谍案在台湾台北马场町被槍決，中國共產黨譽其為中华人民共和国革命烈士。

## 生平

### 抗战初期
1900年4月15日，陈宝仓出生。中学毕业后，陈宝仓投笔从戎，考入河北清河军官预备学校，两年期满后转到保定军官学校第九期工兵科。
1937年初，陈宝仓任中央军校武汉分校教育科长，兼任武汉城防指挥所主任，负责武汉的防务。1937年8月，日军进攻上海，陈宝仓奉命担任昆山城防司令。
1938年春，陈宝仓参加安徽宣城战役，遭日军飞机轰炸受重伤，右眼失明。1938年6月，日军进攻武汉，陈宝仓眼伤未愈即参加武汉会战，经第九战区司令长官陈诚推荐，出任第二兵团总司令张发奎手下的参谋长，参加了德安战役，在德安战役中歼灭日军2万多人，击毙日军联队长田中大佐。
早在抗日战争初期，张发奎在上海访问郭沫若，请郭沫若为其组建政治部，郭沫若与上海的中国共产党组织商议，按照周恩来的指示，为张发奎组建了一支战地服务队，全队30多人有许多是中国共产党党员。陈宝仓在第二兵团任职后，经常接触这些中国共产党党员，政治上转变明显。
1939年春，张发奎调任第四战区司令长官，陈宝仓任副参谋长，代理参谋长，负责两广的军事政务。第四战区司令部起初设在广东韶关，后来迁到广西柳州。陈宝仓支持中共广东省委主办的《新华南》刊物，并且为该刊物撰写过《我们怎样击退进犯粤北的敌人？》、《天寒岁暮敌的总崩溃战》、《中国战争与反对妥协讨击汪派汉奸的斗争》、《我对广东青年的期望》等文。1939年秋，日军为封锁中国的出海口，暗渡海南岛，登陆广西钦防沿岸，沿着邕钦公路攻占南宁，直取昆仑关。国民政府军事委员会调集各路部队发动反攻，陈宝仓负责指挥灵山方面的战斗。桂南会战历时一年，毙伤4万余日军，日军被迫南撤。

### 抗战后期
1940年秋，日军占领越南，为保证第四战区侧翼的安全，陈宝仓奉命组建第四战区司令长官靖西指挥所，并且出任该所主任，代表第四战区司令长官张发奎处理靖西的军事政务及越南方面事宜。抵达靖西后，陈宝仓调整布防，开展经济反封锁、查禁武装走私，创建通讯情报网，改组国民兵团，宣传抗日并且加强军民联防，取得了岳圩战斗的胜利，毙伤日军三、四百人，获当地民众赠送“威扬塞外”匾额。
1941年初，皖南事变发生后，八路军桂林办事处被迫撤离，当时张发奎的上校侍从秘书左洪涛是中共地下特支书记，为保存中共方面的力量，左洪涛提议由陈宝仓出面请张发奎同意，将抗敌演剧队自柳州调到靖西从事抗日“宣传工作”。因为此事，陈宝仓被军统视为赤化嫌疑分子。
1942年初，越共领袖胡志明等人将工作的重点转移到靖西，陈宝仓应越南民族解放同盟会（简称“越盟”）之邀，帮越盟训练爆破等军事项目的人才。1942年8月，胡志明在天保（今德保县）足荣被怀疑为日本间谍而逮捕，专署呈报将其就地处决。后来经张发奎、陈宝仓斡旋，将胡志明送到柳州的第四战区政治部军人拘留所，经共产国际协调，1943年9月胡志明获释。因越共的活动及中共态度明朗化，国民政府人员检举陈宝仓“暗中袒护越共分子，与越共首领胡志明、黄文欢等人交往密切，放任越共四处活动”。很快，蒋介石密令追捕胡志明等越共领袖，但胡志明等人已逃回越南。国民政府军事委员会军事法庭认定陈宝仓在追捕胡志明等人过程中有渎职嫌疑，遂传讯陈宝仓到重庆受审。

### 接收青岛
1945年8月15日，日本投降。当时，国军尚在华中，蒋介石命令日军只准向国军投降，又命令中国共产党领导的八路军不准接收日伪统治的城市。陈诚向蒋介石推荐陈宝仓为军政部山东胶济区接收特派员。至此，陈宝仓的上述渎职危机才化解。1945年10月19日，陈宝仓作为军政部胶济区接收特派员，到青岛接受日军投降。陈宝仓将特派公署设在大学路，其带来的两个团驻守在广西路等地。10月25日，在青岛市汇泉路赛马场举行中国接收青岛的受降仪式，由中国代表、国民政府军政特派员陈宝仓中将以及美国代表、海军陆战队第六师谢勃尔少将主持。在仪式上，日军司令长野荣二将一柄佩刀双手献上，宣布无条件投降。
因国军未抵达青岛，所以已经投降的驻青岛日军及日侨偷盗活动频繁，陈宝仓遂公开发表声明：“近日来时常发生工厂或军需物资被日军、日侨偷盗，这一行为极其严重，今再发现必行严惩。”陈宝仓主持接收了日本在青岛的火药库、兵器厂、汽车修理厂、飞机修理工厂、军需品工厂等单位，还通知日本驻青岛领事馆称，日侨必须将个人所藏的枪支、粮食上报，否则查封，并视情节惩办。
1945年11月14日，国军第八军从海路乘船到达青岛。陈宝仓命令将日军集中在日钢（工厂）。11月18日，首批日军3,000余人被遣返回日本。11月23日，首批日侨被集中到第三公园，清点后运到大港码头乘船遣返回日本。
日本投降后，蒋介石为防止中国共产党接管华北的城市，便将日本手下的伪军改编为国军第九路军，其中一部分驻青岛。国军官兵进驻青岛后，军纪废弛，一时诈骗、勒索、杀人、嫖赌，无恶不作。陈宝仓命令整肃军纪，并且逮捕山东三十三旅部分官兵。
后来，陈宝仓调任联勤总部第四兵站总监部总监，驻地济南，负责调拨山东地区所需的军用物资、粮饷，任务是：督促各工厂生产军需物品，掌握各仓库的物资、作军需物资的审批工作。1946年第二次国共内战爆发。在第二次国共内战中，国民政府山东省政府主席王耀武向蒋介石检举陈宝仓有遗失给养物资、资助中国人民解放军的嫌疑，陈宝仓因此遭免职。

### 潜伏台湾
1948年春，陈宝仓在香港加入“地下民革”，并且和中共中央香港分局的饶彰风、方方等人接触，陈宝仓表示可以到台湾为“实现祖国统一”做工作。1948年底，陈宝仓的嫌案撤銷，蒋介石调任他为国防部中将高参。1949年，奉中共中央华南分局和民革中央（有资料显示是受李济深委派）的委派，陈宝仓潜赴台湾充当卧底，开展地下工作。
1950年朝鲜战争爆发，中国人民解放军业已准备完成的进攻台湾的渡海战役被迫取消。台湾的中华民国政府趁机整肃台湾岛内中共地下组织。陈宝仓决定让家人全部从台湾撤往香港，在家人离开台湾三个月后，国防部参谋次长吴石中将、朱枫、国军陈宝仓中将等人，因是中共方面地下工作人员而被捕。经过迅速的军法审判，三人被判处死刑。1950年6月10日，中华民国国防部参谋次长吴石中将、中国共产党女党员朱枫、陈宝仓中将、吴石的副官聂曦上校于台北马场町被槍決。

### 身后
陈宝仓被处决的消息传至香港，其妻师文通是基督徒，她便通过教会在台湾找到两名教友唐辉麟、陈克敏，从刑场偷回陈宝仓的尸体。当时台湾正值盛夏，马场町刑场上的尸体都已腐烂，唐辉麟、陈克敏根据陈宝仓的衣服和旧伤认出尸体，并火化，将骨灰转交殷晓霞。1950年7月，殷晓霞乘船到香港。因没有入港证，而港方检查严格，殷晓霞乃扔掉全部行李，将骨灰包好绑在身上，趁夜跳入大海偷渡登岸。当师文通拿到陈宝仓的骨灰时，里面仍是潮湿的。
1952年，中央人民政府主席毛泽东授予陈宝仓“革命烈士”称号，向其家属颁发《革命牺牲工作人员家属光荣纪念证》。1953年，在北京为陈宝仓举行隆重的公祭，由中央人民政府副主席李济深宣读长篇祭文《悼念陈宝仓同志》，骨灰安放在北京八宝山革命公墓。
文化大革命时期，陈家遭抄家，毛泽东签署颁发的《革命牺牲工作人员家属光荣纪念证》也被抄走。抄家后不久，陈家人在造反派头头的办公室的纸篓内意外地发现这张《革命牺牲工作人员家属光荣纪念证》，便重新收藏起来。八宝山革命公墓的陈宝仓墓也在文化大革命中得以幸免。
2013年10月，中国人民解放军总政治部联络部在北京西山建成无名英雄广场，其中立有吴石、朱枫、陈宝仓、聂曦的雕像。